# Mikey Way
Michael James Way (Summit, 10 settembre 1980) è un bassista statunitense.
Fa parte dei My Chemical Romance insieme al fratello Gerard Way dal 2001 al 2013, anno dello scioglimento della band, e poi di nuovo dal 2019. Dal 2013 fa parte del gruppo Electric Century, formato con il cantante David Debiak.

## Biografia
Mikey è nato il 10 settembre 1980 a Summit, nel New Jersey, ma è cresciuto nella cittadina di Belleville. Ha origini scozzesi da parte del padre e origini italiane da parte della madre ed è il fratello minore di Gerard Way, futuro frontman dei My Chemical Romance.
Dopo pochi mesi trascorsi al college, lasciò gli studi decidendo di dedicarsi alla musica. 
Tuttavia, non riusciva a suonare la chitarra abbastanza bene per essere accettato ai provini di band a cui avrebbe desiderato unirsi. Prima che il gruppo si sciogliesse, fece un provino anche per i Pencey Prep, la band di Frank Iero, ma venne scartato. Riuscì invece ad ottenere un posto di lavoro per la Eyeball Records che sarebbe poi diventata la casa discografica produttrice del primo album dei My Chemical Romance.
Quando Gerard Way decise di creare la band, Mikey si impegnò ad imparare a suonare il basso in modo appropriato così da poter prendere il posto di bassista, ancora vuoto, del gruppo. È lui l'ideatore del nome della band, che si rifà al libro di Irvine Welsh Ecstasy (Three Tales of Chemical Romance).
Nel 2006, i MCR iniziarono a registrare il disco The Black Parade alla Paramour Mansion, ma Mikey ebbe una crisi depressiva a causa della quale dovette lasciare lo studio di registrazione. Dopo aver iniziato la terapia tornò a registrare l'album col resto della band.
Nel 2007, in seguito al suo matrimonio, prese una pausa dal tour dell'album The Black Parade; durante questo periodo venne sostituito dal tecnico del suono Matt Cortez.
Il 31 ottobre 2008 ha scritto un fumetto su Batman, incluso nella raccolta di Halloween della DC Comics.
Allo scioglimento dei My Chemical Romance, avvenuto nel 2013, Mikey ha proseguito la sua carriera solista formando, insieme a Dave Debiak e Justin Siege, il gruppo Electric Century. Successivamente Siege ha lasciato la band, e Way e Debiak hanno pubblicato come duo il singolo I Lied, uscito su iTunes nel febbraio 2014.

## Vita privata
L'8 marzo 2007 ha sposato Alicia Simmons (anche lei bassista) a Las Vegas, ma la relazione è finita nel 2013. Dal 2016 è marito di Kristin Colby ed il 3 maggio 2017 è nata la loro prima figlia Rowan Louise Way.

## Discografia

### Con i My Chemical Romance
Album in studio
- 2002 – I Brought You My Bullets, You Brought Me Your Love
- 2004 – Three Cheers for Sweet Revenge
- 2006 – The Black Parade
- 2010 – Danger Days: The True Lives of the Fabulous Killjoys

Raccolte
- 2013 – Conventional Weapons
- 2014 – May Death Never Stop You

Album dal vivo
- 2006 – Life on the Murder Scene
- 2008 – The Black Parade Is Dead!

### Con gli Electric Century
- 2015 - Electric Century (EP)
- 2016 - For the Night to Control
- 2021 - Electric Century